# Brinna Otto
Brinna Dorothea Otto (* 21. Juli 1938 in Mannheim) ist eine deutsche Klassische Archäologin.
Brinna Otto wurde 1972 bei Roland Hampe am Institut für Klassische Archäologie der Universität Heidelberg mit einer Arbeit zum Thema Geometrische Ornamente auf anatolischer Keramik. Symmetrien frühester Schmuckformen im Nahen Osten und in der Ägäis promoviert. Anschließend war sie bis 1974 Wissenschaftliche Mitarbeiterin am Heidelberger Institut. Anschließend arbeitete sie unter Bernhard Neutsch am Institut für klassische und provinzialrömische Archäologie der Universität Innsbruck. Die Habilitation erfolgte 1982 mit der Arbeit Die verzierte Keramik der Sesklo- und Diminikultur Thessaliens. Ein Jahr später übernahm Otto die Leitung der Magna-Graecia-Forschungsstelle der Innsbrucker Universität. 1984 erhielt sie den Titel als außerordentliche Professorin. 2003 ging sie in den Ruhestand, ist dem Institut für Archäologien aber weiterhin als Leiterin von Forschungsprojekten beigeordnet.
1995 wurde Otto in Nachfolge von Bernhard Neutsch Leiterin der Ausgrabungen des Demeter-Heiligtums von Herakleia (Policoro). Als 1996 eine große Ausstellung in Italien, I Greci in Occidente, zu den Beziehungen der antiken Griechen zu den orientalischen Kulturen durchgeführt wurde, organisierte sie parallel eine thematisch passende Ausstellung mit Funden aus dem Demeter-Heiligtum von Herakleia an der Universität Innsbruck. Die Stadt Policoro ernannte Otto am 19. September 2009 aufgrund ihrer Leistungen bei der Erforschung des antiken Herakleia zur Ehrenbürgerin.

## Schriften
- Geometrische Ornamente auf anatolischer Keramik. Symmetrien frühester Schmuckformen im Nahen Osten und in der Ägäis (= Keramikforschungen. Band 1). Philipp von Zabern, Mainz 1976.
- Herausgeberin mit Friedrich Krinzinger und Elisabeth Walde: Forschungen und Funde. Festschrift Bernhard Neutsch (= Innsbrucker Beiträge zur Kulturwissenschaft. Band 21). Verlag des Instituts für Sprachwissenschaft der Universität Innsbruck, Innsbruck 1980, ISBN 3-85124-074-X.
- Zeichnungen in: Eva Jantzen: Homer. Die Odyssee (= Kulturgeschichte der antiken Welt. Sonderband). Philipp von Zabern, Mainz 1982, ISBN 3-8053-0531-1.
- Herausgeberin mit Dieter Metzler und Christof Müller-Wirth: Antidoron. Festschrift für Jürgen Thimme zum 65. Geburtstag am 26. September 1982. Müller, Karlsruhe 1983, ISBN 3-7880-9676-4.
- Die verzierte Keramik der Sesklo- und Diminikultur Thessaliens (= Keramikforschungen. Band 6). Philipp von Zabern, Mainz 1985, ISBN 3-8053-0776-4.
- Herausgeberin mit Friedrich Ehrl: Echo. Beiträge zur Archäologie des mediterranen und alpinen Raumes. Johannes B. Trentini zum 80. Geburtstag gewidmet von seinen Freunden und Verehrern (= Innsbrucker Beiträge zur Kulturwissenschaft. Band 27). Verlag des Instituts für Sprachwissenschaft der Universität Innsbruck, Innsbruck 1990, ISBN 3-85124-146-0.
- Herausgeberin: Herakleia in Lukanien und das Quellheiligtum der Demeter. I Greci in Occidente (= Veröffentlichungen der Universität Innsbruck. Band 220). Athesia-Tyrolia, Innsbruck 1996, ISBN 3-901249-34-6.
- König Minos und sein Volk. Das Leben im alten Kreta. Artemis und Winkler, Düsseldorf und Zürich 1997, ISBN 3-7608-1113-2 (Neuauflage 2000, ISBN 3-7608-1113-2).
- Il santuario di Demetra a Policoro. Gli spazi del culto. Le divinità. I rituali. Scorpione, Tarent 2007, ISBN 978-88-8099-179-3.